# Francisco José da Silva Júnior
Francisco José da Silva Júnior (Fortaleza, 18 de janeiro de 1879 — Rio de Janeiro, 27 de dezembro de 1948) foi um general de divisão brasileiro.

## Carreira
Comandou a 2ª Região Militar, em São Paulo, no período de 11 de março de 1938 a 3 de maio de 1939.
Foi interventor federal no estado de São Paulo por três dias, de 25 a 27 de abril de 1938.
Entre 12 de junho de 1939 e 19 de janeiro de 1943 comandou a 1ª Região Militar, no Rio de Janeiro.
Foi nomeado Ministro do Superior Tribunal Militar, em 6 de janeiro de 1943. Presidiu o Tribunal entre 3 de abril de 1944 e 27 de dezembro de 1948, data de seu falecimento.